# Idaea purpureomarginata
Idaea purpureomarginata là một loài bướm đêm trong họ Geometridae.